# Alessandro Birindelli
Alessandro Birindelli (ur. 12 listopada 1974 w Pizie) – włoski piłkarz występujący na pozycji obrońcy. Przez pięć sezonów był zawodnikiem Empoli FC (od 1992 do 1997 roku) i przez jedenaście grał dla Juventusu (od 1997 do 2008 roku). Z Juventusem cztery razy zdobył mistrzostwo Włoch. 21 lipca 2008 roku Birindelli podpisał kontrakt z klubem Serie B – Pisa Calcio.